# Kahles Bruchkraut
Das Kahle Bruchkraut (Herniaria glabra) ist eine Pflanzenart aus der Gattung der Bruchkräuter (Herniaria) innerhalb der Familie der Nelkengewächse (Caryophyllaceae). Diese Art wird auch als Christenschweiß, Dürrkraut, Glattes Tausendkraut, Harnkraut, Jungfernkraut, Kuckucksseife, Nierenkraut, Tausendkorn oder Passionsblümchen bezeichnet.

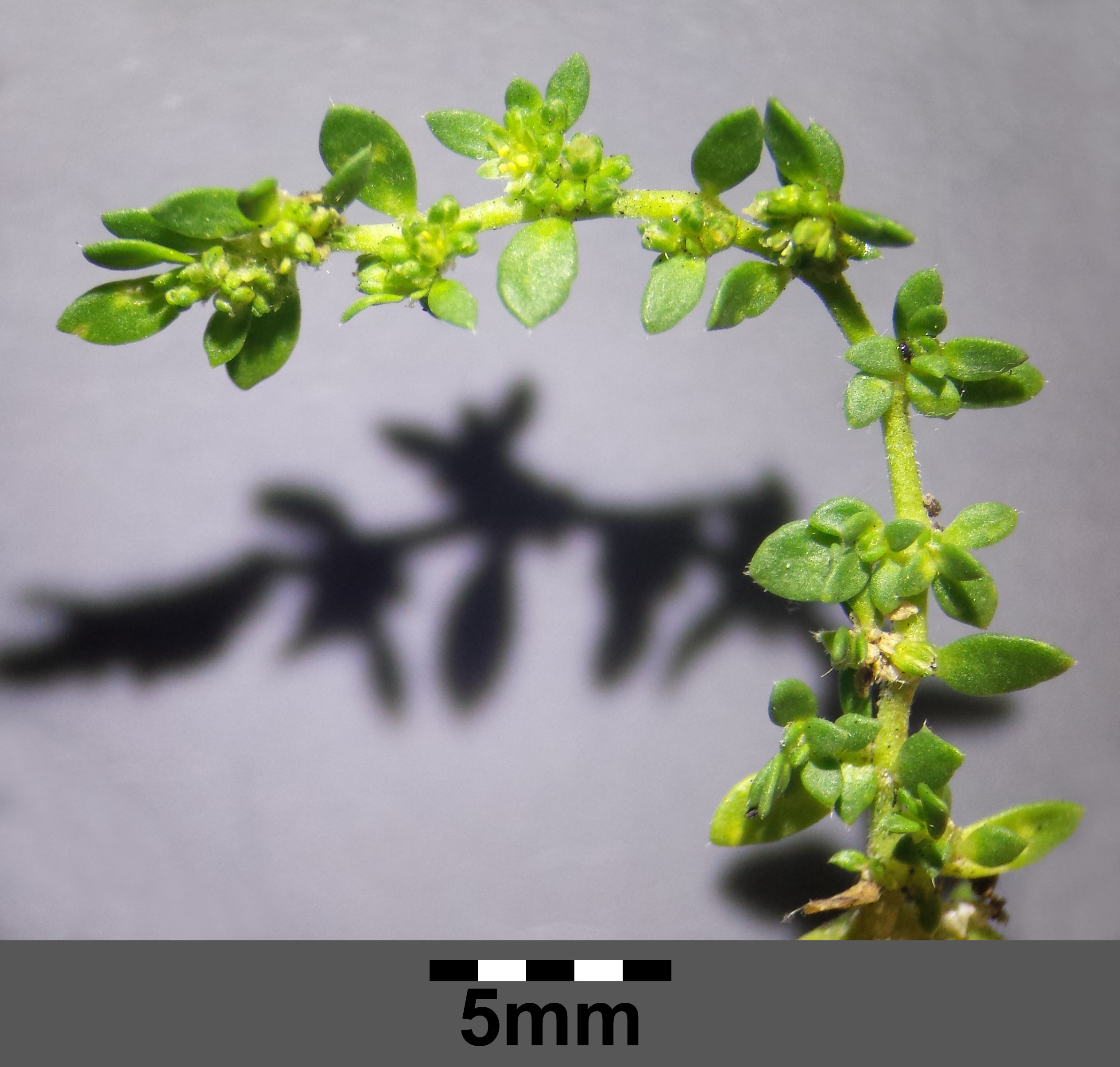
Die Laubblätter sind kahl oder höchstens etwas bewimpert.

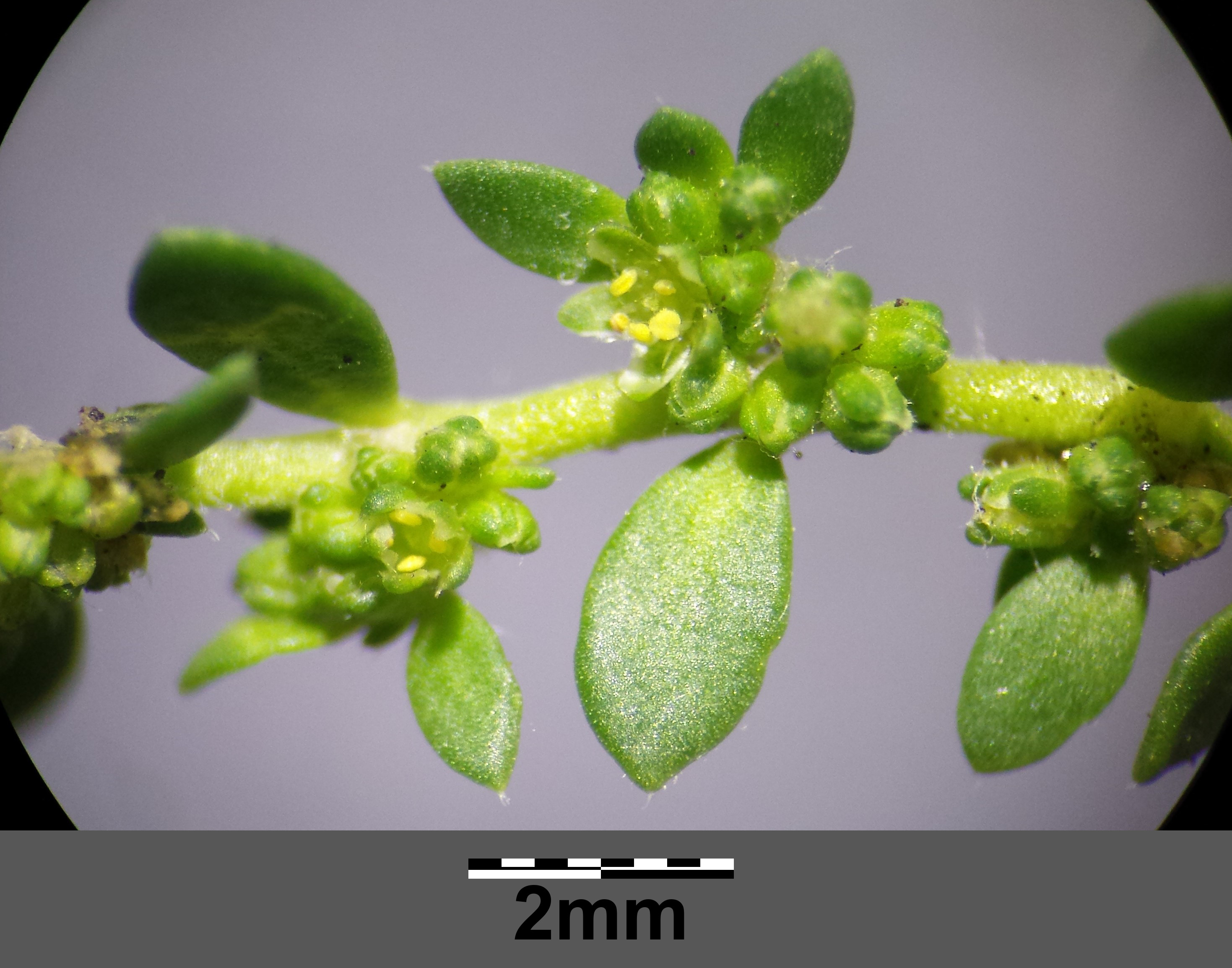
Blütenstand

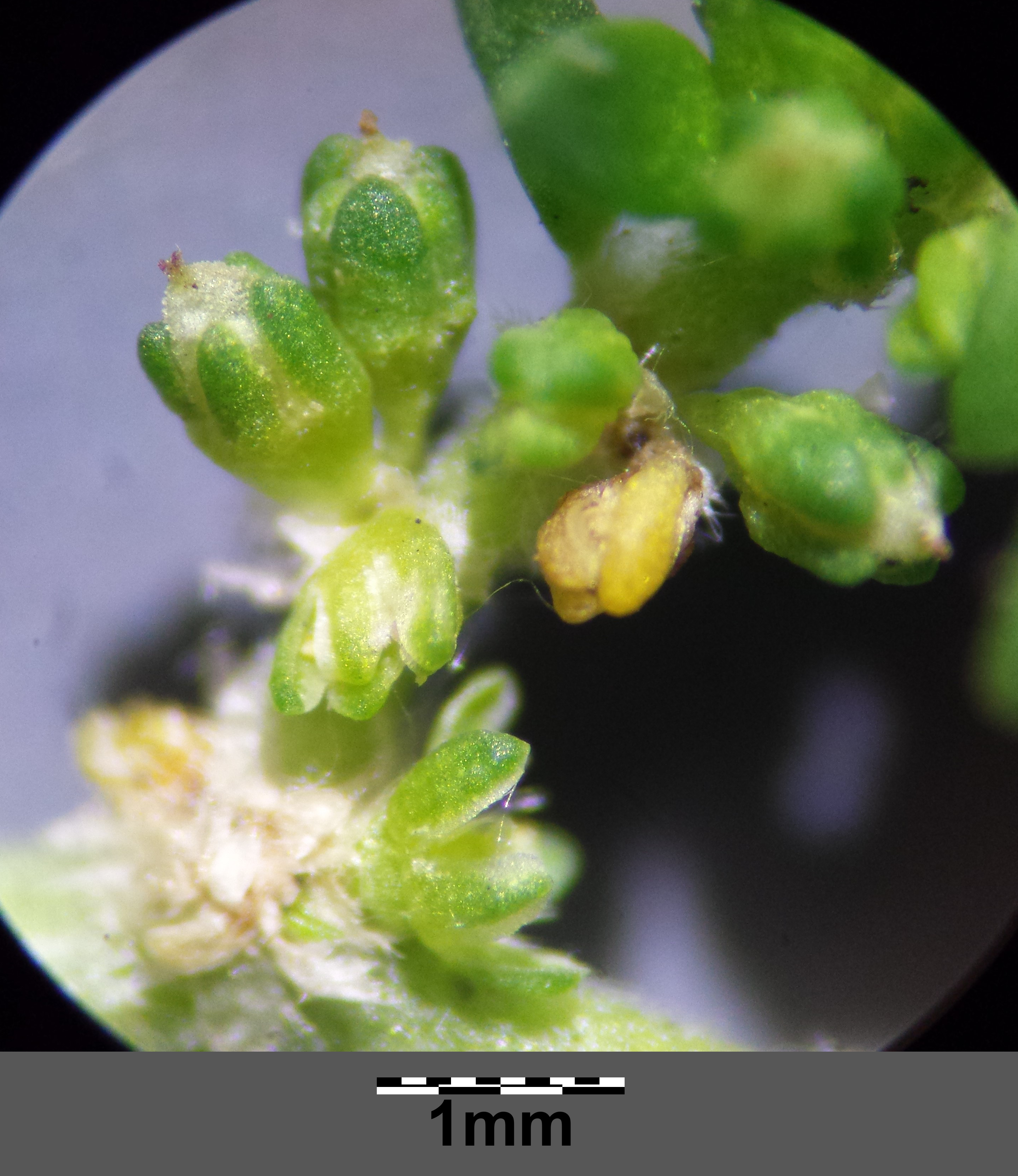
Fruchtstand, die Früchte sind so lang oder länger als der Kelch.

## Beschreibung
Das Kahle Bruchkraut ist eine ein-, zwei- bis mehrjährige krautige Pflanze, die dem Boden flach anliegt. Manchmal verholzt es an der Basis schwach. Die ganze Pflanze ist frisch grün bis gelblich grün und fast kahl.
Das Kahle Bruchkraut zeigt alle typischen Merkmale der Gattung Bruchkräuter. Der Stängel ist typischerweise 5 bis 15 cm lang, kann aber bis zu 30 cm lang werden. Die Blätter und der Stängel sind vollkommen kahl oder höchstens sehr kurz bewimpert. Die dreieckigen Nebenblätter sind etwa 0,5 bis 1,5 mm lang.
Die Blätter sind eiförmig-lanzettlich oder elliptisch und gegen den Grund verschmälert. Sie sind bis 10 Millimeter lang, undeutlich einnervig, gegenständig und die oberen durch Verkümmern des einen Blatts scheinbar wechselständig.
Die ungestielten, zwittrigen Blüten sind fünfzählig. Die Blüten stehen in blattachselständigen oder scheinbar blattgegenständigen Knäueln. Sie sind mit dem Achsenbecher kum länger als 0,6 Millimeter und fast ungestielt. Die Kelchblätter sind grün, elliptisch und stumpf bespitzt. Die weißen Kronblätter sind viel kleiner als die Kelchblätter und oft fehlen sie auch ganz. Es sind fünf fertile Staubblätter und fünf kronblattartige Staminodien vorhanden. Der Fruchtknoten ist in den Achsenbecher fast eingesenkt und trägt 2 sitzende spreizende Narben.
Die Frucht ist eiförmig und auf dem Scheitel spitzwarzig. Sie ist etwa 0,6 Millimeter lang und so lang oder länger als die Blütenhülle. Die Samen sind schwarz, glänzend, linsenförmig und am Rand zugeschärft.
Die Chromosomenzahl beträgt 2n = 18.

## Ökologie
Das Kahle Bruchkraut ist ein ausdauernder Hemikryptophyt oder ein kriechender Therophyt. Da die trittfeste Pflanze dicht dem Boden anliegt, wird sie oft übersehen. Getrocknet riecht sie nach Waldmeister.
Die vorweiblichen Blüten sind nur etwa 1 mm groß. Die Bestäubung erfolgt durch winzige Zweiflügler; außerdem ist Selbstbestäubung möglich. Blütezeit ist von Juni bis Oktober.
Ausbreitungseinheiten sind die von der bleibenden Blütenhülle umschlossenen und daher spezifisch leichten, rauen, einsamigen Nüsse. Ihre Ausbreitung erfolgt als Ballonflieger, als Regenschwemmlinge und als Wasserhafter (z. B. am Schuhwerk). Die Samen sind glänzend schwarz, linsenförmig und 0,5 mm lang. Fruchtreife ist von Juli bis Oktober.

## Vorkommen

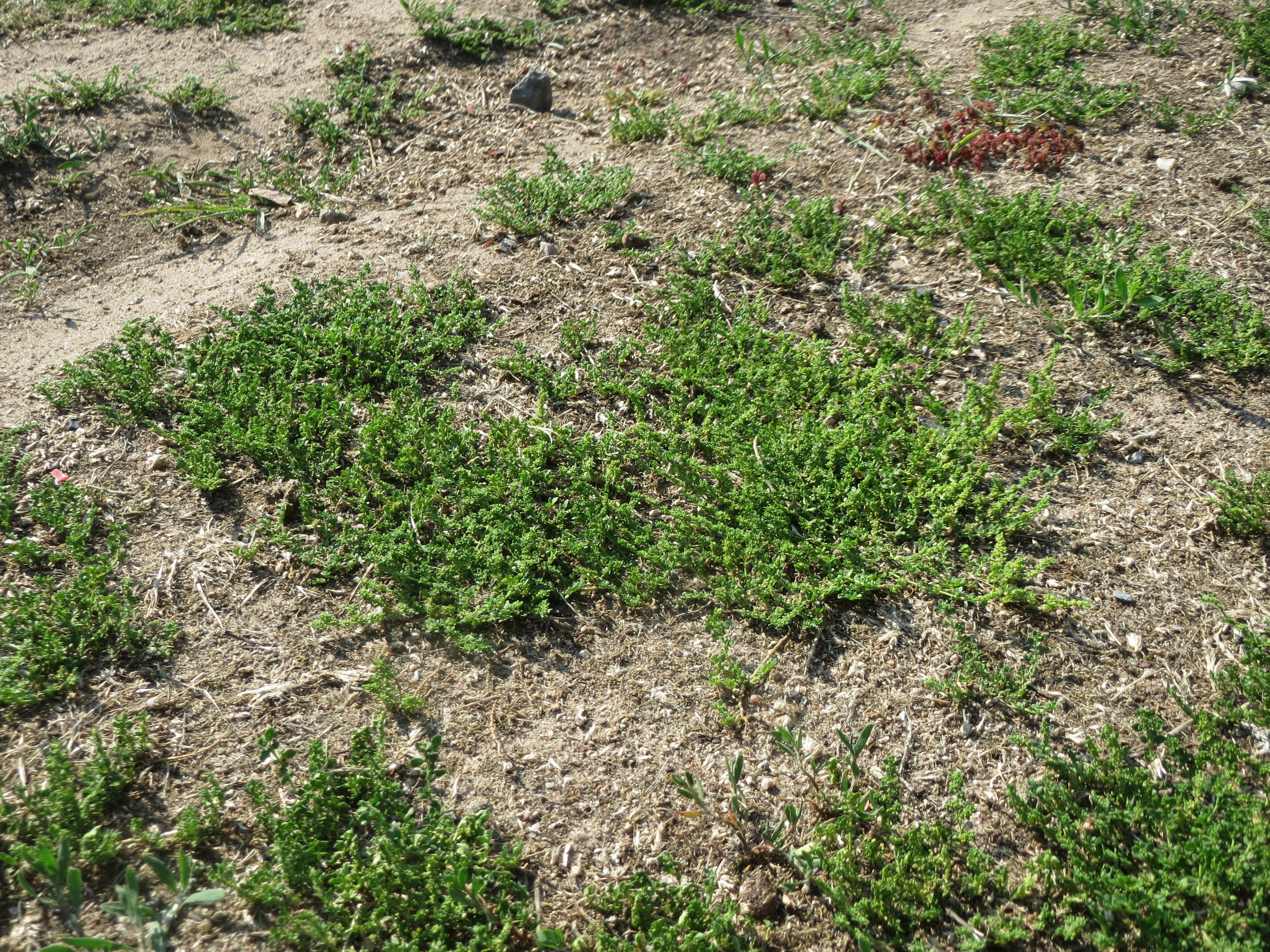
Natürlicher Standort: Sandtrockenrasen bei Hockenheim

Das Kahle Bruchkraut kommt in den gemäßigten Breiten Europas und Westasiens bis zur Mongolei und in Nordafrika
vor. In Nordamerika und in Japan ist es stellenweise eingeschleppt.
Es wächst ursprünglich auf Sandtrockenrasen und in Heiden. Heute trifft man es meistens an sandigen Ruderalstellen wie z. B. in Pflasterritzen von selten begangenen Verkehrsinseln oder zwischen den Steinen von Dämmen. Es ist in Mitteleuropa eine Charakterart des Rumici-Spergularietum aus dem Verband Polygonion avicularis, kommt aber auch in Gesellschaften der Klasse Sedo-Scleranthetea vor. Die Art steigt in der Schweiz an der Flüelastraße bis 1580 Meter und im Wallis auf der Fluhalpe ob Zermatt bis 2616 Meter auf.
Die ökologischen Zeigerwerte nach Landolt et al. 2010 sind in der Schweiz: Feuchtezahl F = 1+ (trocken), Lichtzahl L = 5 (sehr hell), Reaktionszahl R = 3 (schwach sauer bis neutral), Temperaturzahl T = 4+ (warm-kollin), Nährstoffzahl N = 3 (mäßig nährstoffarm bis mäßig nährstoffreich), Kontinentalitätszahl K = 4 (subkontinental).

## Taxonomie und Systematik
Das Kahle Bruchkraut wurde 1753 durch Carl von Linné in Species Plantarum Band 1, Seite 218 als Herniaria glabra erstbeschrieben. Synonyme sind Herniaria vulgaris Spreng. nom. illeg. und Herniaria ceretana Sennen.
Man kann mehrere Unterarten unterscheiden:
- Herniaria glabra subsp. glabra
- Herniaria glabra subsp. nebrodensis Nyman: Sie kommt in Marokko, Italien, Österreich und Bulgarien vor.[9]
- Herniaria glabra subsp. rotundifolia (Vis.) Trpin: Sie kommt in Kroatien vor.[9]

## Pharmakologie

Struktur eines Saponins vom Bruchkraut

Als wirksame Bestandteile enthält das Kraut bis zu 10 % Saponine, ferner Flavonoide und Cumarine. Verwendet werden die getrockneten oberirdischen Teile. Bei Laborratten wurde eine Senkung des überhöhten Blutdrucks und Förderung der Filtrationsrate ihrer Nieren beobachtet; Bruchkraut-Tee wird volksmedizinisch als Diuretikum zur Durchspülungstherapie bei Harnsteinen, Nierengrieß und Krämpfen verwendet. Eine schwach spasmolytische Wirkung der Droge gilt als akzeptiert, die Wirksamkeit in den volksmedizinischen Anwendungsbereichen jedoch noch nicht hinreichend nachgewiesen. Gemeinsam mit der Preiselbeere wies das Bruchkraut innerhalb einer Reihe von getesteten Substanzen die stärkste antimikrobielle Wirkung gegenüber uropathogenen Escherichia-coli-Bakterien auf und ist daher wirksam bei Blasen- und Harnleitererkrankungen.